# 敘皮爾

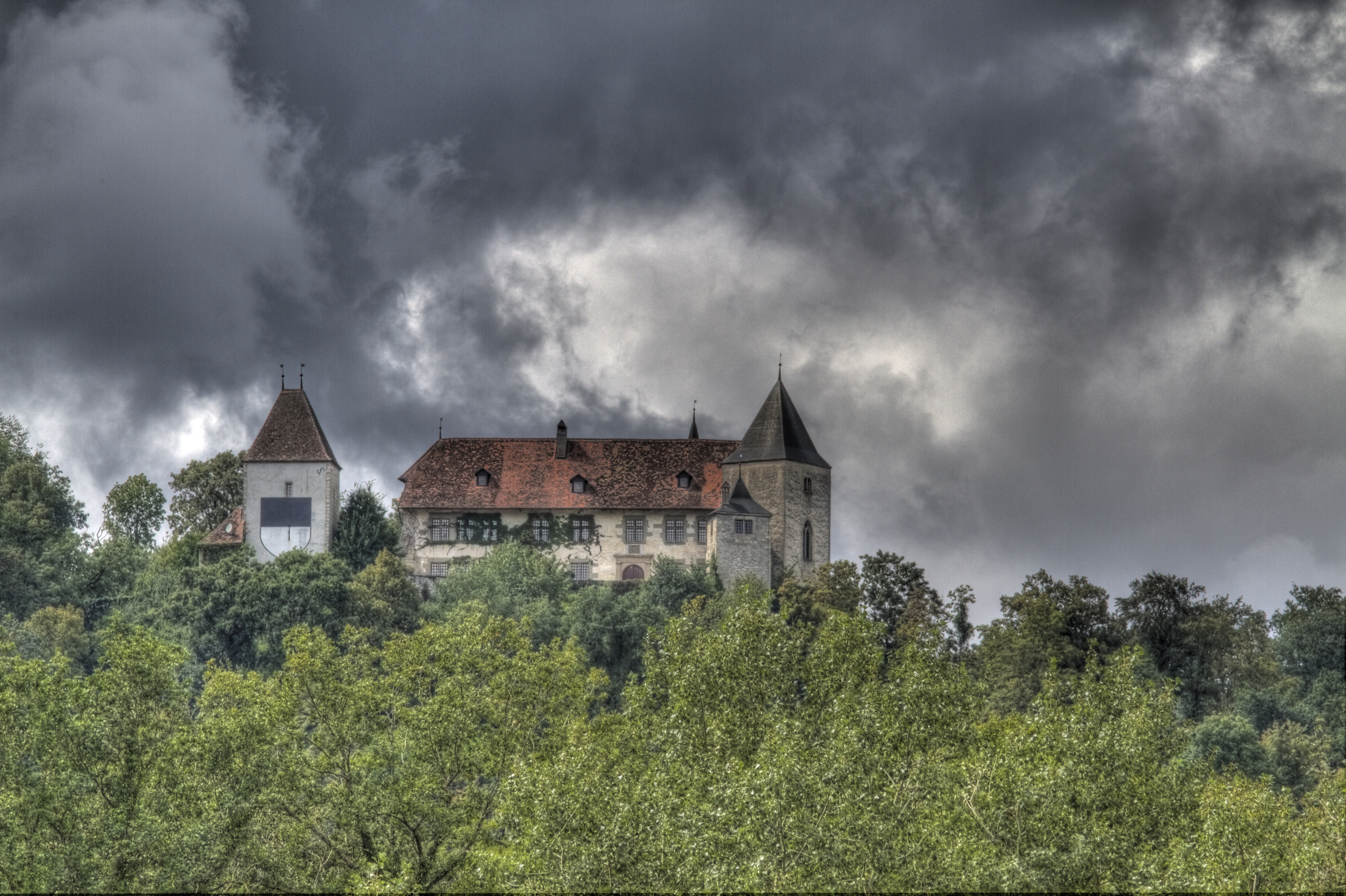

敘皮爾是瑞士的城鎮，位於該國西部，由弗里堡州負責管轄，面積4.82平方公里，海拔高度618米，2011年人口305，七成人口信奉羅馬天主教，人口密度每平方公里63人。